# Оберентсен
Оберентсен (фр. Oberentzen) — коммуна на северо-востоке Франции в регионе Гранд-Эст (бывший Эльзас — Шампань — Арденны — Лотарингия), департамент Верхний Рейн, округ Тан — Гебвиллер, кантон Энсисем. До марта 2015 года коммуна в составе кантона Энсисем административно входила в состав округа Гебвиллер.
Площадь коммуны — 8,81 км², население — 523 человека (2006) с тенденцией к росту: 579 человек (2012), плотность населения — 65,7 чел/км².

## Население
Численность населения коммуны в 2011 году составляла 583 человека, а в 2012 году — 579 человек.
| 1962 | 1968 | 1975 | 1982 | 1990 | 1999 | 2006 | 2008 | 2011 | 2012 |
| ---- | ---- | ---- | ---- | ---- | ---- | ---- | ---- | ---- | ---- |
| 408  | 428  | 455  | 509  | 536  | 511  | 523  | 535  | 583  | 579  |

Динамика населения:

## Экономика
В 2010 году из 386 человек трудоспособного возраста (от 15 до 64 лет) 298 были экономически активными, 88 — неактивными (показатель активности 77,2 %, в 1999 году — 70,9 %). Из 298 активных трудоспособных жителей работали 274 человека (153 мужчины и 121 женщина), 24 числились безработными (10 мужчин и 14 женщин). Среди 88 трудоспособных неактивных граждан 23 были учениками либо студентами, 41 — пенсионерами, а ещё 24 — были неактивны в силу других причин.
На протяжении 2011 года в коммуне числилось 233 облагаемых налогом домохозяйства, в которых проживало 574,5 человека. При этом медиана доходов составила 23479 евро на одного налогоплательщика.

## Достопримечательности (фотогалерея)

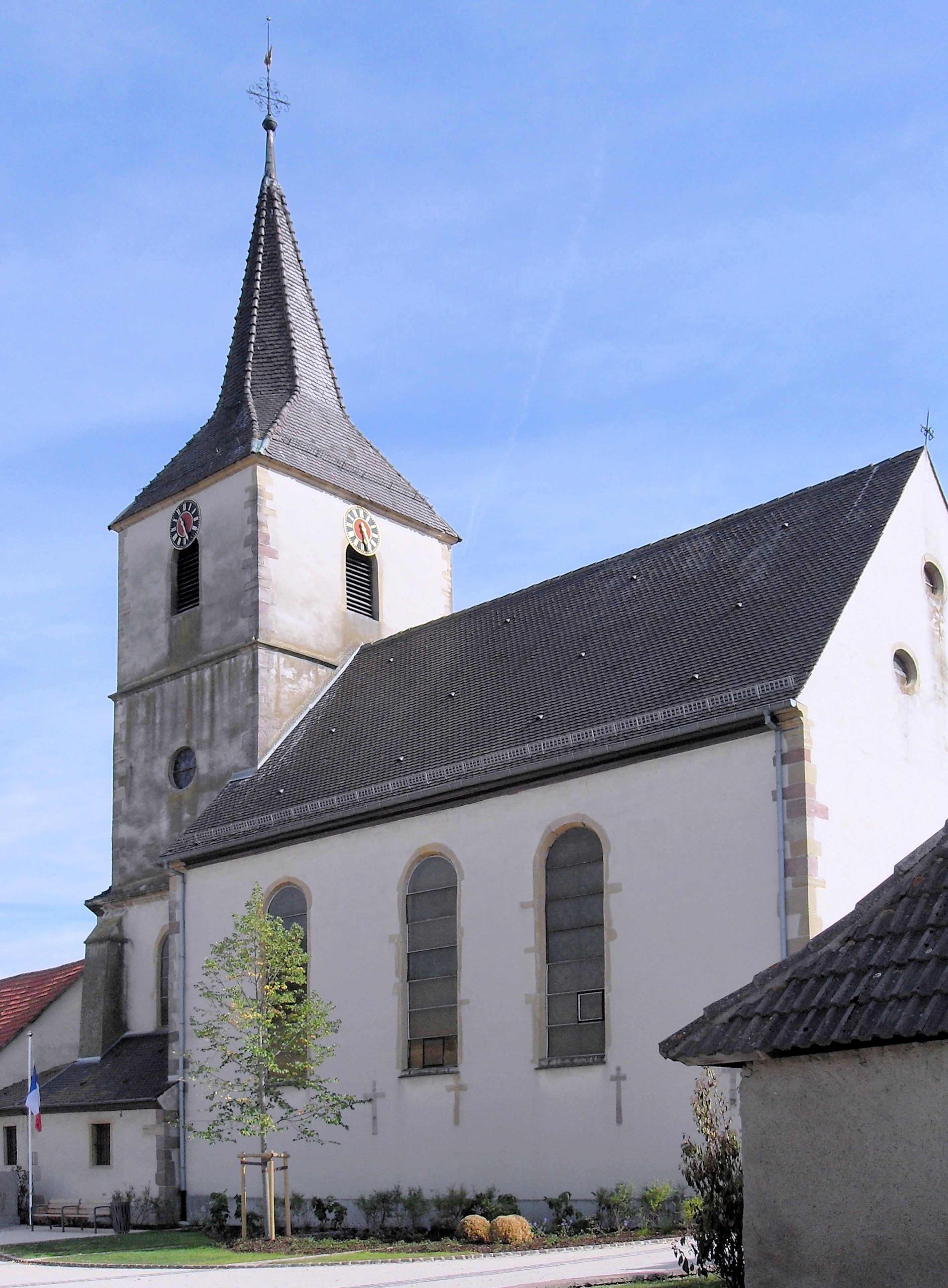
Церковь Святого Николая
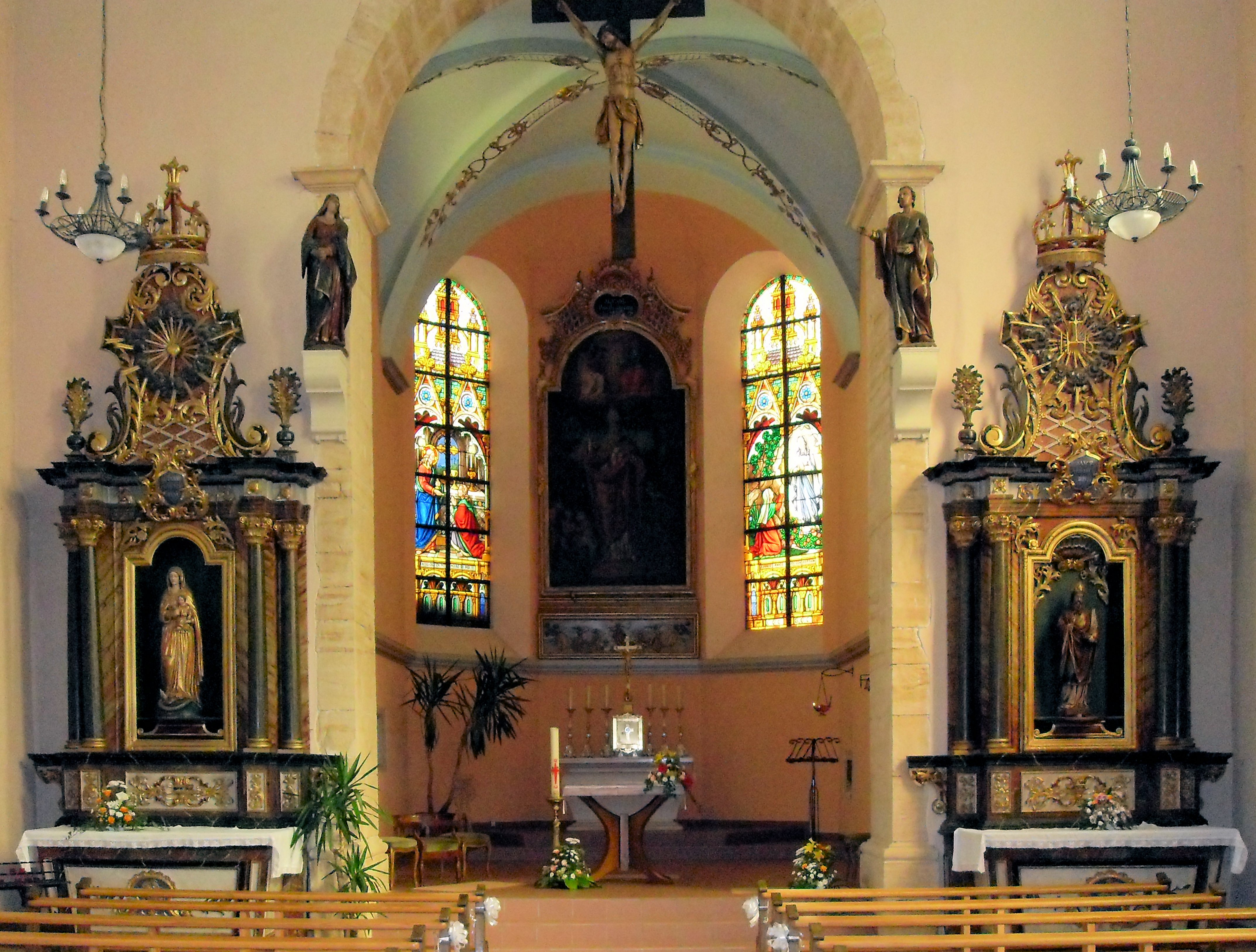
Интерьер
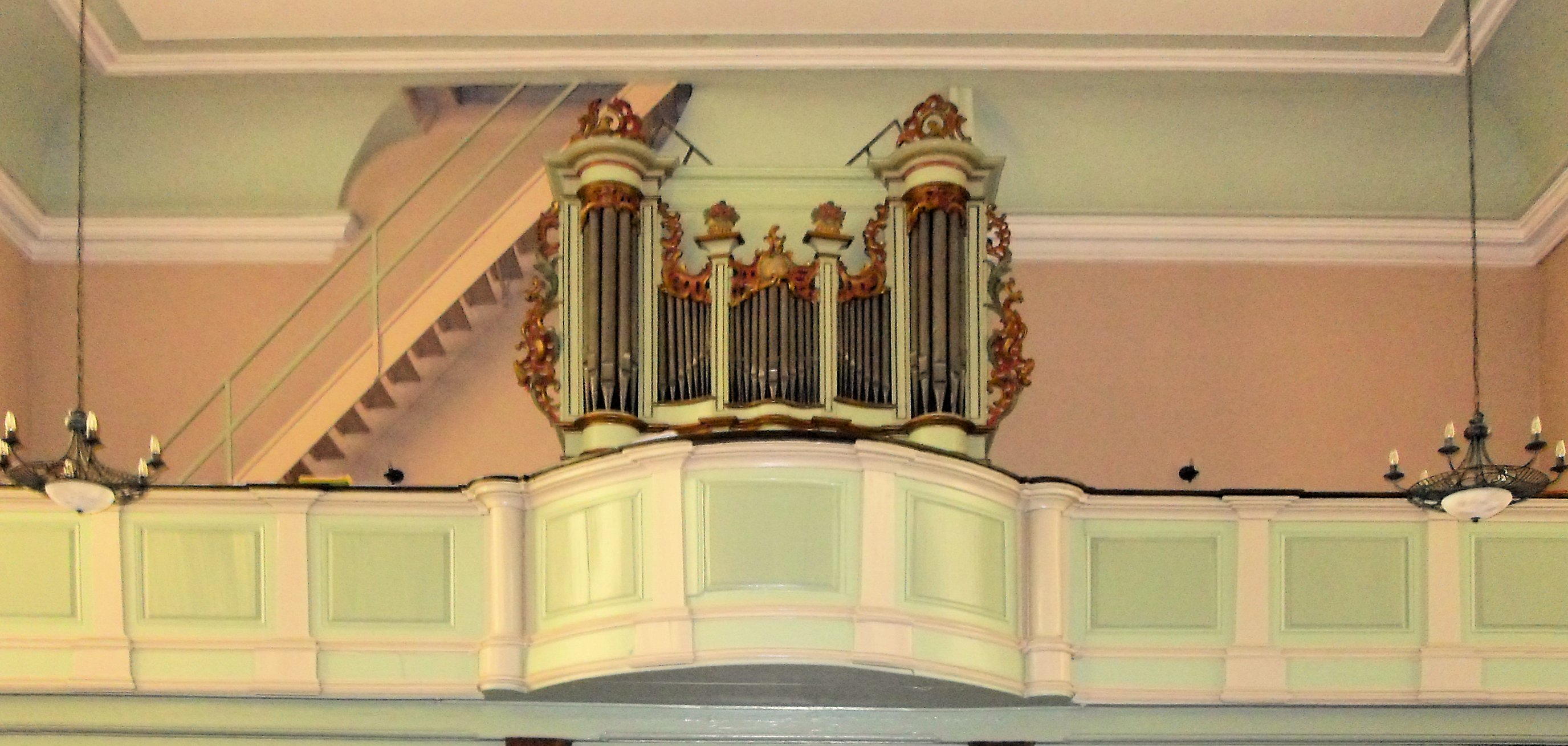
Орга́н